# Strast pri delu

## Strast pri delu
Danes je na delovnem mestu zelo pomembna strast do dela, ki ga opravljamo na delovnem mestu. Strokovnjaki so strast največkrat opredelili kot močno nagnjenje do nečesa, kar je cenjeno in ljubljeno in v katerega ljudje vložijo veliko dela in truda. Nekateri   pa so jo opredelili kot dolgotrajno čustveno stanje poželenja pri posamezniku na osnovi kognitivnih in čustvenih vrednotenj dela, ki pa se kažejo v obliki vedenj in delovnih namer. 

## Strast pri delu in notranja motivacija

### Strast pri delu in delovna uspešnost
Mnoge raziskave   so pokazale, da naj bi bila harmonična strast pozitivno povezana z delovno uspešnostjo, obsesivna strast pa negativno ali pa nepovezana z le-to. Harmonična strast namreč vpliva na to, da so posamezniki skozi celoten delovni dan osredotočeni na doživljanje prijetnih izkušenj pri delu, kot sta pozitivni afekt in zadovoljstvo z delom, zaradi česar so podjetniki, ki so doživljali višje ravni harmonične strasti bili boljši pri navezovanju poslovnih stikov in pridobitvi referenc, kar je vodilo tudi v višji zaslužek. Obsesivna strast pa na drugi strani nima tolikšnega vpliva na samo delovno uspešnost.